# Taenaris nivescens
Taenaris nivescens är en fjärilsart som beskrevs av Rothschild 1896. Taenaris nivescens ingår i släktet Taenaris och familjen praktfjärilar. Inga underarter finns listade i Catalogue of Life.